# گتوی ترزینشتات
ترزینشتات یک اردوگاه کار اجباری و نیز گتو بود که توسط اس‌اس در جریان جنگ جهانی دوم در شهر سنگربندی شدهٔ تریزین در بوهم و موراویا (منطقه ای اشغالی توسط آلمان متعلق به چکسلواکی) بر پا شده بود. ترزینشتات دارای دو عملکرد عمده بود: هم از آن برای اردوگاهی انتقالی برای فرستادن یهودیان به اردوگاه‌های مرگ بهره گرفته می‌شد، و هم «سکناگاهی برای بازنشستگان» به نمایش گذاشته می‌شد که در آن یهودیان سالخورده و سرشناس نگهداری می‌شدند و از این رو پیامی گمراه کننده دربارهٔ راه حل نهایی به دیگر جوامع یهودی اروپا می‌فرستاد. شرایط اردوگاه به قصد مهندسی شده بودند تا مرگ ساکنانش را سرعت ببخشند ولی در عین حال به ماشین تبلیغات آلمان نازی تبدیل کنند. برخلاف دیگر اردوگاه‌ها، کار اجباری در این گتو در اولویت نبود.
گتو با انتقال یهودیان چک در نوامبر ۱۹۴۱ گشایش پیدا کرد. نخستین یهودیان آلمانی و اتریشی در ژوئن ۱۹۴۲ وارد شدند؛ یهودیان هلندی و دانمارکی از سال ۱۹۴۳ وارد شدند و زندانیانی از ملیت‌های گوناگون در ماه‌های آخر جنگ به ترزینشتات فرستاده می‌شدند. حدود ۳۳۰۰۰ نفر در ترزینشتات عمدتاً به دلیل سوءتغذیه و بیماری درگذشتند. بیش از ۸۸۰۰۰ نفر ماه‌ها یا سال‌ها پیش از اخراج و تبعید به اردوگاه‌های مرگ و سایر مکان‌های کشتار در آنجا نگاه داشته می‌شدند؛ نقش مدیریت خودگردان یهودی در گزینش کسانی که می‌بایست تبعید می‌شدند بحث و مجادلات قابل توجهی را به همراه داشته‌است. با احتساب ۴۰۰۰ نفر از افراد اخراج‌شده که جان سالم به در بردند، تعداد کل بازماندگان حدود ۲۳۰۰۰ نفر بود.
ترزینشتات به داشتن زندگی فرهنگی نسبتاً غنی از جمله کنسرت‌ها، سخنرانی‌ها و آموزش پنهانی برای کودکان مشهور بود. این واقعیت که توسط مدیریتی خودگردان و یهودی اداره می‌شد و همچنین اینکه تعداد زیادی از یهودیان برجسته در آن زندانی بودند به شکوفایی زندگی فرهنگی در آنجا یاری رساند. این میراث معنوی توجه دانشگاهیان را به خود جلب کرده‌است. در دوره پس از جنگ، چند نفر از عاملان اس‌اس و نگهبانان چک به محاکمه کشانده شدند، اما گتو به‌طور کلی توسط مقامات شوروی به فراموشی سپرده شد. سالانه ۲۵۰٬۰۰۰ نفر از موزه گتو در تریزین بازدید می‌کنند.